# Manitas calientes
Las manitas calientes o manos calientes es un juego de manos, donde dos jugadores hacen uso de los reflejos y de la velocidad en el movimiento de las manos y brazos. El objetivo del juego, es el de que un jugador en turno conecte manotazos sobre las manos del otro jugador "hasta que las manos queden calientes". La palabra es junta o separada, (calientamanos o calienta manos) debido a que no existe en el Diccionario Español, Real Academia Española.
Uno de los jugadores comienza por extender sus manos hacia el frente (de él o ella) y así enfrente del otro u otra (jugador o jugadora), en una posición cómoda, con ambas palmas de las manos vueltas hacia un solo sentido ya sea hacia arriba o hacia abajo; el otro jugador o la otra jugadora hará lo mismo, con la diferencia que sus palmas apuntarán hacia el sentido opuesto. Los jugadores acercan las manos de manera que las palmas de ambos se aproximen lo más posible sin que éstas se toquen; esto significa que las dos palmas que están hacia arriba se colocan muy cerca a las palmas de las manos que están hacia abajo del otro jugador, en una forma horizontal y cómoda entre ambos participantes.
Ya que se han acercado las palmas, el jugador que tiene las manos en la parte inferior, o sea las que están con las palmas hacia arriba y bajo las manos del otro jugador, tratará de sorprender a su contratrio al mover las manos rápidamente con el objetivo de darle un manotazo a cada una de sus manos; por lo tanto, la mano derecha e izquierda de un jugador intentará darle un manotazo a las manos corrrespondietes del oponente, que resultan ser opuestas en el otro jugador.
El jugador con las manos en la parte superior intentará retirar las manos antes que el manotazo las impacte. 
Si el jugador que tiene el turno de intentar surtir los manotazos no lograre su cometido, o ni siquiera tocare o rozare las manos del otro, perderá su turno y pasará a ser quien espere esquivar los manotazos.
También puede ser jugado con una sola mano. 
Está prohibido usar las mangas.
Esperando el mejor momento
Cuando las manos están colocadas en forma cercana, el jugador que está a la ofensiva, puede oscilar sus manos, o hacer una "finta" con el fin de despistar al jugador que se encuentra a la defensiva y así esperar el momento correcto para que el jugador a la defensiva se lleve los manotazos más efectivos. Reglas principal del juego el amague; lo anterior provoca el retiro de las manos del contrincante haciendo que dude en el siguiente movimiento. Si el golpeado consigue pillar al otro jugador, éste se eliminará.
Precauciones y consideraciones preventivas
- Es un juego de contacto donde abiertamente se golpean las manos y pueden terminar lastimadas.

- Datos: Q2903408